# Eskikale (Gökçeada)

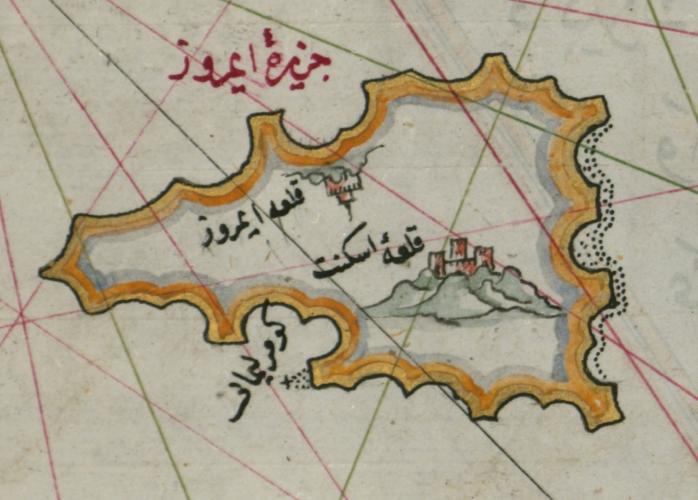
Karte von Piri Reis, 1. Hälfte 16. Jh., der Insel İmroz, die beiden Orte auf der Insel sind İmroz (oben), und İskinit (in der Mitte). Der Hafen heißt Kömür Limanı

Eskikale (türkisch „Alte Festung“) oder Paleókastro (Παλαιόκαστρο, griechisch „Alte Festung“), ist ein 424 Meter hoher Berg auf der türkischen Insel Gökçeada / Imvros. Er liegt südlich von Dereköy / Schinúdi und östlich von Şirinköy. Auf ihm befinden sich die Ruinen einer byzantinischen Siedlung.
Die byzantinische Siedlung wurde auf dem Gipfel des Berges errichtet. Diese war teilweise von natürlichen Felsformationen und teilweise durch eine Mauer geschützt. Das Stadttor lag im Südwesten unter einer Steilwand. Im Westen gab es zudem eine Ausfallpforte. Im Nordosten der Festungsmauer stand ein ovaler Turm. Innerhalb der Festungsmauern sind die Überreste zahlreicher Gebäude erkennbar. Die gefundene Keramik stammt aus spätbyzantinischer Zeit.
Westlich der Stadt wurden auf einem Bergsattel die Grundmauern von Windmühlen entdeckt und südlich von diesen ein Friedhof, die zur byzantinischen Stadt gehört haben müssen.
Die Befunde zeigen, dass die Stadt dicht bevölkert war. Nach Robert Ousterhout ist es denkbar, dass die auf der Karte von Piri Reis eingezeichnete Siedlung İskinit die spätbyzantinische Siedlung auf dem Eskikale ist. Der Ortsname wäre dann auf das Dorf Schinúdi übertragen worden. Eine größere Siedlung der spätbyzantinischen Zeit lag bei Kaleköy / Kástro. Zudem gab es noch zwei Festungen, eine lag auf dem Arassia-Berg und eine andere auf dem Paleokastraki / Eren Kale.